# محمد عبد الفتاح أبو إدريس
محمد عبد الفتاح أبو إدريس، (1954 - 10 أبريل 2024) هُوّ رَئِيسُ مَجْلِسِ إِدَارَةِ الدَّعْوَةِ السَّلَفِيَّةِ بِمِصْرَ مُنْذُ تَأْسِيسِهِ لِلدَّعْوَةِ كَكَيَّانٍ مُسْتَقْلٍ سَنَةَ 1979م، وَأَحَدُ رُمُوزِ الْتَّيَّارِ الإِسْلامِيِّ مُنْذُ سَبْعِينَاتِ الْقَرْنِ الْمَاضِي.

## حياته ونشأته
ولَدَ مُحَمَّدُ عَبْدُ الْفَتَّاحِ أَبُو إِدْرِيسَ، رَئِيسُ الدَّعْوَةالسَّلَفِيَّةِ، في الإسكندرية عام 1954م، والتحق مبكراً بالعمل الإسلامي في جمعية أنصار السنة، وكان أميراً لتيار الجماعة الإسلامية في كلية الهندسة، وقام بتأسيس المدرسة السلفية وأسس أيضاً معهد الفرقان لاعداد الدعاة. وله الكثير من المؤلفات منها الدينية والرسائل الفقهية.

## مسيرته
أسس أبو إدريس الدعوي السلفية بالإسكندرية في سبعينيات القرن الماضي (بين عامي 1972 - 1977) بالتعاون مع محمد إسماعيل المقدم، وأحمد فريد، وسعيد عبد العظيم، ثم ياسر برهامي وأحمد حطيبة فيما بعد، التقوا جميعا في كلية الطب بجامعة الإسكندرية، إذ كانوا منضوين في تيار "الجماعة الإسلامية" الذي كان معروفا في الجامعات المصرية في السبعينيات، حيث كان يضم هذا التيار عصام العريان، وعبدالمنعم أبو الفتوح أحد أبرز رموز جماعة الإخوان في العمل الطلابي وقتها.
يقول أبو إدريس في هذا الشأن:استمر البعض في العمل تحت مسمى: الجماعة الإسلامية، ولما اختلفنا أي مع الإخوان أنشأنا المدرسة السلفية، وعملنا تحت هذا المسمى، واستمر الباقون تحت المسمى الآخر حتى 1981م ، ثم بدأ الإخوان يعملون تحت مسمى التيار الإسلامي، حتى غيرنا المسمى إلى الدعوة السلفية في 1982م.
غير أن الطابع الديني لم يكن سمة أبو إدريس فحسب، حيث شارك الشيخ في مايسمى بمليونية الإرادة الشعبية والإستقرار 29 يوليو 2011 بالتنسيق مع القوي الإسلامية الأخري؛ لرفض وثيقة السلمي التي اعتبروها محاولة للقفة علي إرادة الشعب، وتأكيداً للهوية الإسلامية للمجتمع المصري.
لأبو إدريس زوجة واحدة، وولدان وبنت واحدة بسحب تصريحات صحفية سابقة أدلي بها.

## وفاته
توفي أول أيام عيد الفطر غرة شوال 1445 هـ الموافق 10 أبريل 2024م.

## أنظر أيضا
- أحمد حطيبة
- أحمد فريد
- محمد إسماعيل المقدم
- ياسر برهامي